# Drosophila ischnotrix
Drosophila ischnotrix är en tvåvingeart som beskrevs av Elmo Hardy 1965. Drosophila ischnotrix ingår i släktet Drosophila och familjen daggflugor.
Artens utbredningsområde är Hawaii.